# Marek Piwowski
Marek Piwowski (n. 24 octombrie 1935, Varșovia, Polonia) este un regizor de film polonez.

## Filmografie
- Rejs (1970)
- Psychodrama (1972)
- Korkociąg (pl) (1972
- Rătăcire (1975)
- Przepraszam, czy tu biją? (pl) (1976)
- Uprowadzenie Agaty (pl) (1993
- Oskar (pl) (2005)